# Château de Léray
Le château de Léray est un château situé dans le département de la Vienne sur la commune de Saint-Pierre-d'Exideuil, à proximité de la ville de Civray.

## Histoire
La seigneurie de Léray (ou Layré) appartenait à Jean Jousserand qui en rendit hommage au duc de Berry, en sa qualité de comte de Poitiers, le 31 octobre 1389. Le 19 juillet 1411, c'est un de ses fils nommé Pierre Huguet qui rendait à son tour le même hommage entre les mains du sénéchal du Poitou Jean de Torsay.  
Le château actuel a été construit à la fin du XVIe siècle sur un promontoire rocheux qui domine la Charente. 
Son pigeonnier qui signe un seigneur haut justicier, date de 1572.
Il possède un « four à chiens » où la meute passait pour être séchée, ce qui est unique dans la région. 
Il a été inscrit à l'inventaire des monuments historiques le 7 novembre 1932 pour les façades et toitures du bâtiment principal, ainsi que pour son portail d'entrée et son pigeonnier

## Architecture
Le logis possède une tourelle d'angle.

## Galerie

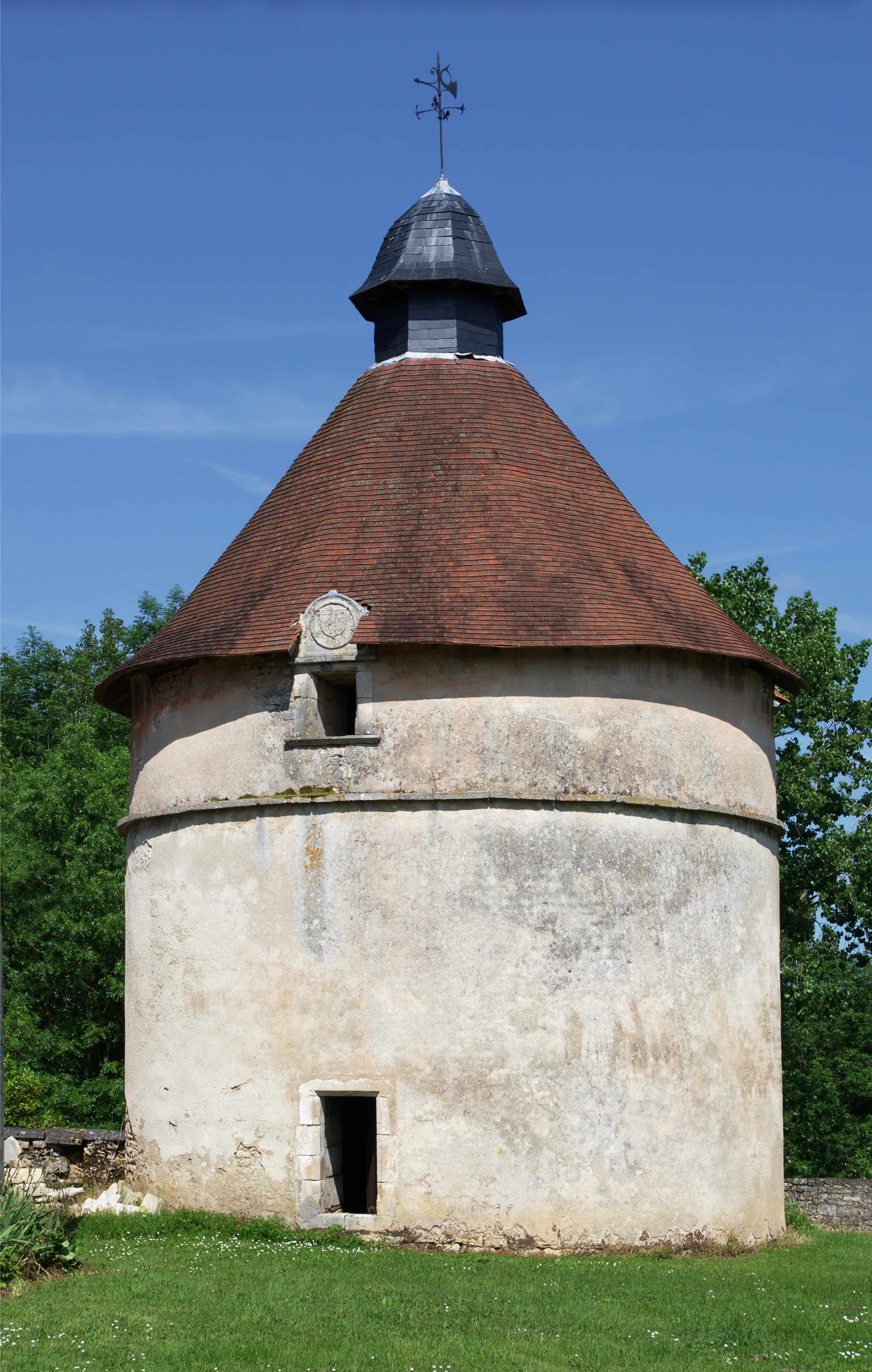
Le pigeonnier.
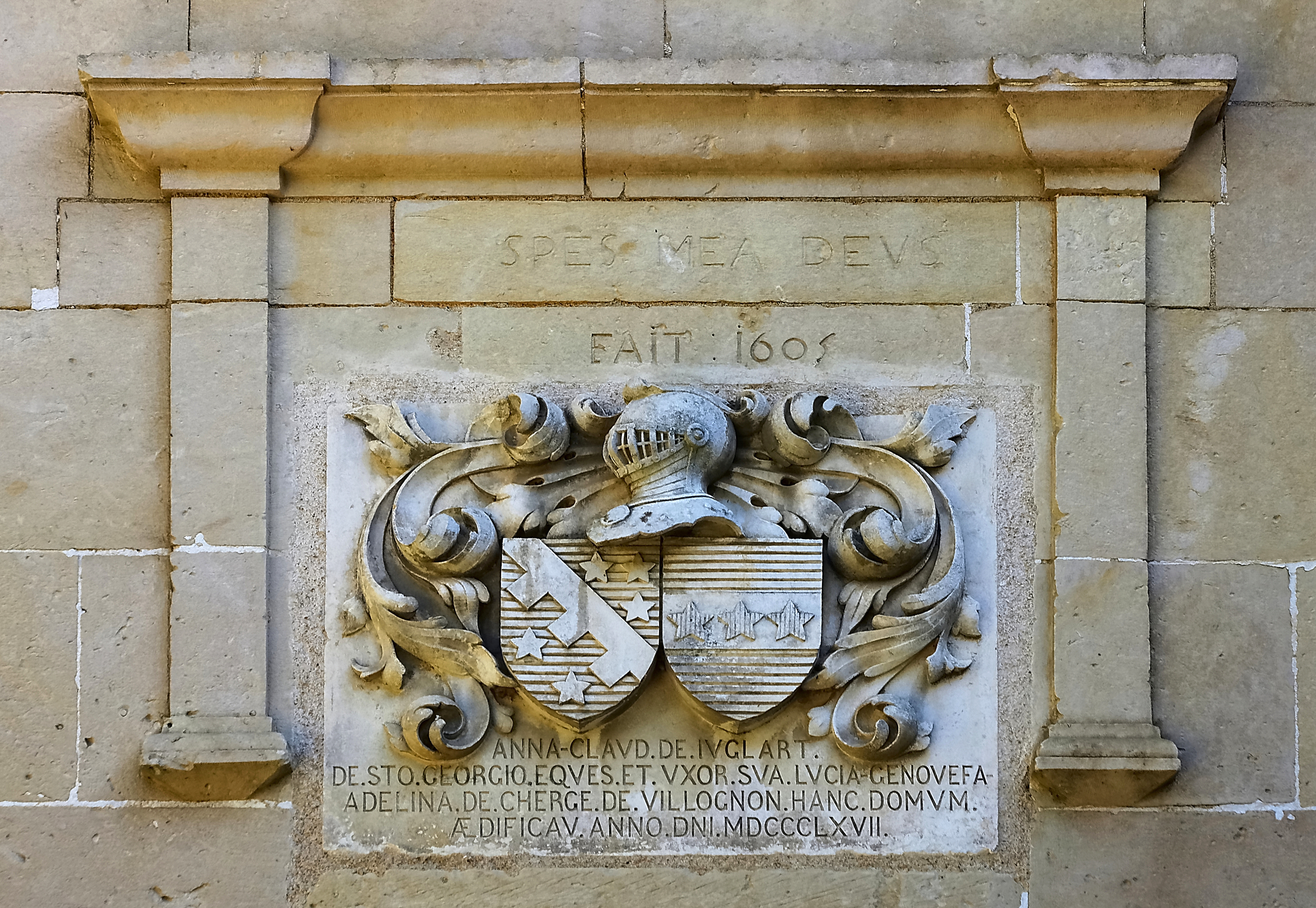
Armoiries et devise situées près du portail.